# Алексеев, Алексей Алексеевич (депутат)
Алексей Алексеевич Алексеев (род. 26 мая 1947, Ивановская область) — российский политический деятель, депутат Государственной думы третьего созыва

## Биография
1 декабря 1996 года был избран депутатом Законодательного Собрания Ивановской области. Являлся заместителем председателя Комитета по законности и местному самоуправлению.

### Депутат госдумы
В декабре 1999 года был избран депутатом Государственной Думы ФС РФ третьего созыва по общефедеральному списку избирательного блока «Медведь» (Межрегиональное движение «Единство»).
В 2003—2007 гг. работал в аппарате Государственной Думы ФС РФ — советником Информационно-аналитического управления, помощником председателя Комитета по конституционному законодательству.
С 2008 года — доцент кафедры гуманитарных и социальных дисциплин Королёвского института управления, экономики и социологии.